# 戴維村

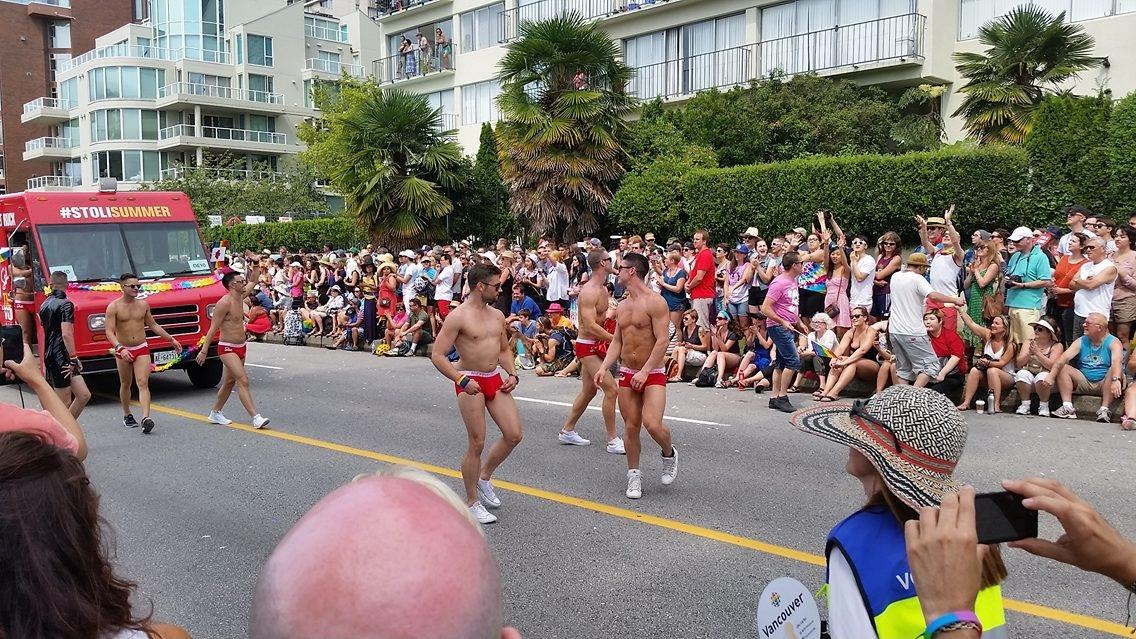
戴維村的驕傲遊行

戴維村是加拿大英屬哥倫比亞省溫哥華的同志村，以西端區的戴维街為中心，範圍在布勒街（Burrard Street）與杰維斯街（Jervis Street）之間。市內大多數同性戀夜店和酒吧都集中在戴维村。溫哥華戴維村每年一度的驕傲遊行是全國最大規模之一的同性戀活動。

## 歷史
1999年由戴維街經濟協會命名，他們以第八屆（1887年到1889年）英屬哥倫比亞省省長亞歷山大·戴維之名給整個地區取名為“戴維村”。
溫哥華戴維村每年舉行省內最大的同性戀驕傲遊行。驕傲遊行開始於1978年，從始至終都一直由溫哥華驕傲協會（Vancouver Pride Society （页面存档备份，存于））舉辦。

## 今日的戴維村
沿街有各種各樣的商店、夜店、酒吧、及餐廳，他們不僅向同性戀人開放，而且歡迎所有其他的非同性戀的客人。 明星（Celebrities （页面存档备份，存于））、數字（Numbers （页面存档备份，存于））、及源泉酒吧（Fountainhead Pub （页面存档备份，存于））等都稱得上是戴維村出名的夜店。溫哥華同性戀雙週報的報社Daily Xtra （页面存档备份，存于），建立於1971年，位於戴維村，給溫哥華同志提供新聞與娛樂。社區（Qmunity （页面存档备份，存于）），溫哥華市的同性戀社區中心也在戴維村，這個社區給大多數的同性戀人提供了社交和娛樂的平台。
同性戀的標誌是彩虹，這條彩虹有七個顏色，表達同性戀及其他類人的多樣性。戴維村到處都有彩虹的圖像；窗戶、斑馬線、及路燈都有彩虹的紋飾。甚至連桑德曼溫哥華市中心酒店（Sandman Hotel Vancouver （页面存档备份，存于）)的樓上也畫了彩虹的標誌。

## 問題和爭議
溫哥華同志村的社會特色正在面臨慢慢消失的危險。據說，戴維村像北美洲別的同志村一樣，同性戀村的特質越來越少。主要原因來自於戴維村位置地理優越，那裡的房價近年一直飛漲，許多的同性戀人開始負擔不起戴維村昂貴的房價，並且慢慢搬出戴維村，然而越來越多的非同性戀人開始購買戴維村的房子。除此之外，越來越多的人開始接受同性戀人，同性戀文化也受到大多數人的歡迎。由於以上種種原因，戴維村的同性戀特質漸漸消失，原有的同性戀文化也慢慢被城市融合。

## 未來的計劃
溫哥華市政府預計用兩百三十萬加幣來建立吉姆·德華（Jim Deva）公共廣場。